# 萨米尔·阿明

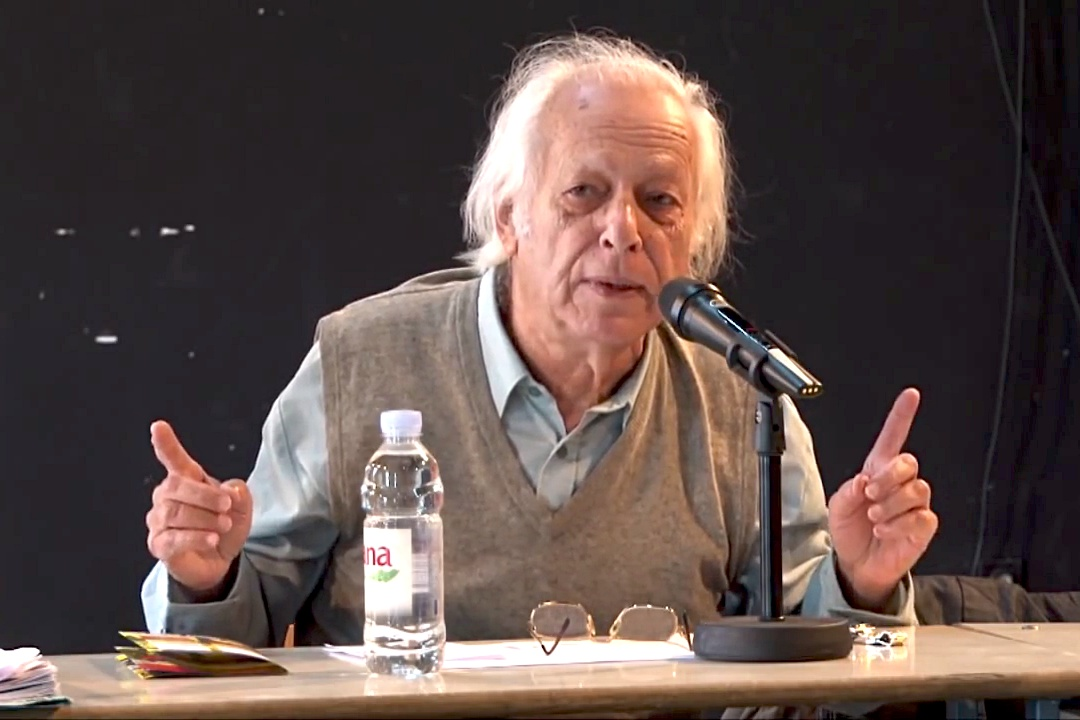
Samir Amin at the 2012 (Subversive Festival) in Zagreb.

萨米尔·阿明（阿拉伯语：‎，羅馬化：Samir Amin，1931年9月3日—2018年8月12日） ，埃及经济学家，近代新马克思主义的代表人物之一。

## 生平
阿明出生于开罗，父母分别为埃及人与法国人。1947年他前往巴黎留学，1957年毕业于巴黎大学并获经济哲学博士学位。毕业后，埃及总统贾迈勒·阿卜杜-纳赛尔在施行“大计划”政策时邀其出任埃及计划机构研究员。此后还曾担任过马里政府计划技术顾问，并任教于法国普瓦捷大学、巴黎大学和塞内加尔达喀尔大学等校。1970年起出任联合国非洲经济发展与计划研究所所长。目前他是第三世界论坛（Third World Forum）理事长、另立世界论坛（World Forum for Alternatives）主席。

## 学术研究
他对第三世界的经济问题有深入的研究，受到劳尔·普雷维什（Raul Prebisch）、安德烈·岡德·法蘭克等为代表的依附理论的影响，以“中心”与“外围”的层次概念对第三世界国家与发达国家在世界资本主义经济体系中的关系进行分析，力图全面论述不发达经济的实质。
著有《世界规模的积累》（L'accumulation à l'échelle mondiale，1970年）、《不平等的发展》（Le développement inégal，1973年）、《帝国主义的危机》（La crise de l'impérialisme，1975年）、《帝国主义和不平等的发展》（L'impérialisme et le développement inégal，1976年）、《价值规律和历史唯物主义》（La loi de la valeur et le matérialisme historique，1977年）、《今日阿拉伯经济》（L'économie arabe contemporaine，1980年）等。
浩达与阿明为推进知识分子与民间运动的联结、交流及对诘，从二○○三年开始，每年出版《抵抗的全球化》文集，邀约全球各地的公共知识分子撰文，既介绍和反思各地运动经验，也寻求思想的汇聚与交锋。在2011年中东和北非的政治动荡中，他写了多篇文章分析形势，其中一文指出：“被我称为第三世界人民第二次觉醒浪潮的“阿拉伯之春”（第一次发生在20世纪，在新自由主义的资本主义/帝国主义反攻下失败）具有多种运动形式：或是矛头直指独裁统治的民愤爆发，或是新兴国家对国际秩序的质疑。“阿拉伯之春”与“资本主义之秋”（全球化、金融化的垄断资本主义正在衰落）恰好重合。和上世纪一样，这些运动的出发点是使位于制度边缘的国家和人民重新获得独立。所以，它们首先是反对帝国主义的，仅仅潜在反对资本主义。”阿明在文章中指出，“埃及民众也厌倦了美国的霸权。埃及人是民族主义爱国者。”

### 引用
1. ↑  著名经济学家萨米尔·阿明逝世 （页面存档备份，存于）梨世紀 2018-08-13
2. ↑  . wen.org.cn.   [2018-08-13]. （原始内容存档于2018-08-13） （中文（中国大陆））.
3. ↑  . 共识网. 2011-10-16. （原始内容存档于2013-01-26）.
4. ↑  阿明; 汪晖, 刘健芝. . 人文与社会 wen.org.cn. 2011-02-17  [2018-08-13]. （原始内容存档于2018-08-13） （中文（中国大陆））.